# Бердянський морський торговельний порт
Бердя́нський морськи́й порт  — морський порт, розташований в місті Бердянську. Бердянський порт  — єдиний в Запорізькій області і один з двох азовських портів України (разом із Маріупольським).
Відповідно до Закону «Про морські порти України» функції адміністрації морського порту виконує Бердянська філія державного підприємства Адміністрації морських портів України. З 2022 під окупацією РФ.

## Історія
1824 року генерал-губернатор Воронцов наказав збудувати пристань, місцем було обрано Бердянську косу. Будівництво завершилося 1 липня 1830 року. А вже 1835 року на цьому місці з'явився Бердянський порт, який одразу став важливим пунктом у морських торгових відносинах — вже у 1836 році до Бердянську зайшло перше іноземне судно, а через три роки їх вже налічувалося 100.
1924 року до порту були прокладені залізничні колії, подовжено причальну лінію.
Після Другої світової війни вщент розбитий порт довелося відбудовувати наново.
Нині Бердянський порт має велике значення у перевезенні вантажів, забезпечує морське торгове сполучення із Росією та Кавказом.
2007 року «Аскет Шиппінг» почала роботу в порту експедитором, судновим агентом, автоперевізником і фумігатором. У липні 2016 року «Аскет Шиппінг» отримала статус портового оператора.
26 липня 2006 року до нього був приєднаний Генічеський портопункт (раніше — самостійний МТП).
25 березня 2018 року корабель морської охорони українських прикордонників затримав риболовецьке судно-порушник «Норд» під прапором Російської Федерації в українській частині Азовського моря. В екіпажу були російські паспорти. Проти них було розпочато кримінальне провадження і накладений штраф.
9 квітня 2018 року українські прикордонники не пропустили до Криму екіпаж затриманого судна «Норд» при спробі незаконно перетнути кордон окупованого Криму. Перед цим порушники намагалися перетнути кордон України на дипломатичних автомобілях РФ в Харківській області.
Наприкінці квітня 2018 року розпочалося протистояння між Росією та Україною на Азовському морі, в результаті чого маріупольський і бердянський порти зазнають збитків. Так, станом на 12 липня 2018 року росіяни затримали 100 українських суден.
У жовтні 2018 року Міністерство інфраструктури погодило «План розвитку морського порту Бердянськ». Документом передбачено реалізацію інвестиційних проєктів з реконструкції та будівництва 6-ти причалів та 2-х зернових терміналів.
9 квітня 2020 року ВАКС зобов'язав НАБУ почати розслідування банкрутства Бердянського морпорту.
У червні 2021 року стала відома назва компанії, яка отримає у розпорядження Бердянський морський торговельний порт за договором концесії. Отримати морський порт планує компанія «Аскет Шиппінг».

## Розслідування
Директора порту Миколу Ільїна підозрюють у зловживанні службовим становищем, що завдало державі збитків у 2,5 млн грн. 19 лютого 2020 року йому було повідомлено про підозру. В рамках розслідування було затримано ще трьох осіб, що можливо причетні до злочину: заступника начальника, інженера порту та колишню керівницю комерційної компанії. Слідство встановило, що вони організували схему, за якою підприємство перерахувало комерційній компанії гроші за непоставлене обладнання.
21 лютого Бердянський антикорупційний центр подав до НАБУ заяву щодо скоєння посадовими особами кримінальних правопорушень, серед заявлених: ексміністр інфраструктури 2016—2019 років (Володимир Омелян), його заступник Юрій Лавренюк, держсекретар Міністерства інфраструктури то топ-чинного складу відомства.
11 березня суд підняв заставу до 609 тис. грн, спочатку ця сума сягала 295 тис. грн. 10 квітня НАБУ завершила досудове розслідування, серед підозрюваних: начальник адміністрації, заступник начальника, інженер Бердянської філії ДП АМПУ та колишній керівник комерційної компанії.

## Інфраструктура
У розпорядженні Бердянського порту перебуває робоча територія площею близько 275 тис. м², 9 торгових причалів і один причал для риболовецьких суден. Порт здатний приймати судна з осадкою до 8 метрів і довжиною до 205 метрів.
До портового флоту входять:
- 2 морських буксири
- 3 портових буксири
- лоцманський катер
- рейдовий катер
- бункеровщик (бункеровка суден паливом місткістю 1500 тонн)
- збиральник льяльних і баластних вод
- морський нафтосміттєзбиральник
- суховантажне судно (вантажомісткістю 140 тонн)
- самохідний плавучий кран вантажопідйомністю 16 тонн
- несамохідна баржа вантажомісткістю 1000 тонн
- самохідна баржа «Бірськ»
- пасажирський теплохід «Генерал Кунгурцев»

## Цікаві факти
Деякі вулиці в Бердянську вимощені «грецькою» бруківкою: торговельні судна з Греції, які сюди прибували за зерном, були завантажені камінням для збільшення осадки. В Бердянську, завантажуючи зерно, каміння просто викидали, однак кмітливі мешканці згодом знайшли йому застосування.